# 東京クロノス
東京クロノス（TOKYO CHRONOS）は2019年に発売されたVRミステリーアドベンチャーゲーム。幼馴染である8人の登場人物が誰もいない渋谷に閉じ込められ、疑心暗鬼に陥る中、事件の真相に迫る。本作はクラウドファンディングを用いて資金を集め、2018年のクラウドファンディングでは目標250万円のところ800万円を集めることに成功した。また本作はSteamの売り上げランキングのVR部門にて世界1位を記録し、OculusによりEssensials（推奨作品）に選出された。2020年12月4日には本作の300年後を舞台にした『ALTDEUS: Beyond Chronos』が発売された。

## システム
本作はシンプルなビジュアルノベルの形式をとっており、テキストが画面に表示される。物語の演出に合わせてスクリプトを作成し、その中でキャラクターの動作や会話が行われる仕組みを取っている。プレイヤーは、作中の分岐地点で選択肢を選ぶ。また、本作は1周ではすべての謎が明らかにならないため、真実に到達するには2週プレイする必要がある。トゥルーエンド到達には一定の条件を満たす必要がある。

## 物語

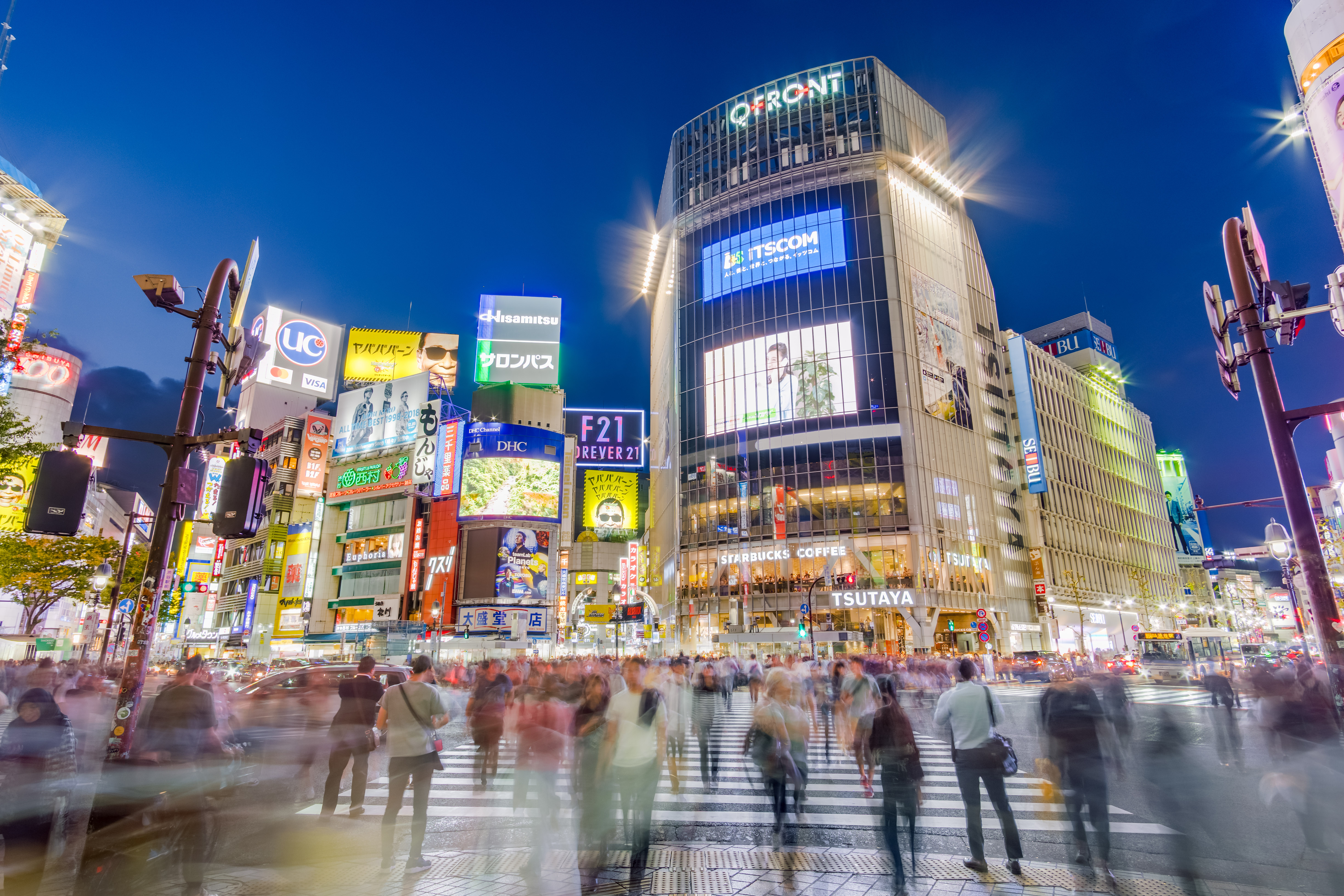
渋谷スクランブル交差点（2018年）。

1988年、ロシア・モスクワのバラシハにて、少年とその母親が行方不明になる事件が発生した。その1年後、バラシハ付近の森で発見された初老の男性が行方不明になった少年と同一人物であることが判明した。少年の証言は、どこかに閉じ込められており、母親の死が契機で脱出できたというものだった。この事件は“バラシハ事件”と呼ばれ、アガサ・クリスティに起きた空白の11日間と同様、突然人間が消失するなどの共通点が指摘された。時の神になぞらえて“クロノス世界”と呼ばれるようになったものの、実証に辿り着かず、一つのオカルトとして人々の記憶から消えていった。
2018年、閑散とした渋谷で目覚めた少年、櫻井響介は自分を含めた8人の幼馴染と再会する。幼馴染はお互いに疎遠になっているが、その原因や、渋谷に来るまでの記憶を思い出せずにいた。街頭ビジョンには「私は死んだ、犯人は誰？」というメッセージが表示される。もしこの世界がクロノス世界であれば、脱出には事象を引き起こしている人物を殺す必要があった。登場人物たちは1人ずつ消失していく。クロノス世界は不確定性原理に基づき、特定の条件下で発生した強い感情により生成される。強い感情こと願いを叶えることができれば、そのクロノス世界は終わりを迎え、人々の元々暮らしていた世界は願いの叶った状態に書き換えられるものだった。

## 登場人物
掲載順は『ファミ通』 1597号掲載順に則り、掲載のないキャラクターはその後に載せるものとする。
櫻井 響介 (さくらい きょうすけ)
声 - 上村祐翔
本作の主人公。面倒見がよく、争いごとを避けるタイプ。小学生の時は幼馴染たちのリーダー役を務めていた。
二階堂 華怜 (にかいどう かれん)
声 - 石川由依
小学生の頃に転校で櫻井たちのグループに加わった少女。冷静な性格だが、芯は強い。
東国 ユリア (とうごく ゆりあ)
声 - 柚木尚子
国が認める天才物理学者。天真爛漫でマイペースな性格。パティと名付けたぬいぐるみを抱えている。
桃野 夕 (ももの ゆう)
声 - 木戸衣吹
櫻井にとって一番昔からいる幼馴染。櫻井の隣家に住んでおり、櫻井とは兄妹のような関係。写真部に所属し、カメラを携帯している。
神谷 才 (かみや さい)
声 - 朴璐美
眉目秀麗、文武両道な人物で、幼馴染たちの頭脳を務める。著名な政治家の息子。能力や人脈を駆使して課題を解決してきたが、クロノス世界では平時とは違う様子を見せている。
両角 愛 (もろずみ あい)
声 - 桜あず
高校で生徒会副会長を務める。性格は冷静で生真面目。自他ともに厳しいため、周囲に溶け込めなかったところを神谷に助けられて以降、彼に絶対の信頼を置く。大家族の長女で面倒見がいい。
蔭山 哲 (かげやま てつ)
声 - 梶裕貴
リーダー格の櫻井や神谷に憧れる少年。引っ込み思案だが周囲の観察能力に長け、他者の痛みに共感することができる人物。孤独な自身を仲間に引き入れた神谷に対して尊敬を示している。
街小路 颯太 (まちこうじ そうた)
声 - 植田圭輔
幼馴染たちのムードメーカーで、仲間思いの人物。性格は能天気でお調子者、そして血気盛んなところがある。
ロウ
声 - 木村良平
幼馴染たちの誰からも存在を覚えられていない、9人目の幼馴染を自称する人物。銀髪にピアスを付けている。幼馴染たちを混乱に陥れる。
櫻井 凛 (さくらい りん)
声 - 亀谷理子
主人公の妹。

## 音楽

### 主題歌
オープニングテーマには藍井エイルの「UNLIMITED」が起用され、本作の第2弾トレーラーと共に発表された。挿入曲にはASCAによる「光芒」が起用され、ミュージック・ビデオが本作とのコラボレーションとなっている。エンディングテーマには同じくASCAの「Mirage」が起用され、2019年2月27日に公開されたキャラクターPVで初公開された。Mirageの作詞は本作のシナリオを担当した瀬川コウ、作曲・編曲はMyDearest所属の郡陽介が担当した。

### サウンドトラック
| #         | タイトル                       | 作詞               | 作曲      | 編曲      | 歌                 | 時間  |
| --------- | ------------------------------ | ------------------ | --------- | --------- | ------------------ | ----- |
| 1.        | 「fragment」                   | 瀬川コウ           | 郡陽介    | 郡陽介    | R!N                | 04:03 |
| 2.        | 「Chronos」                    |                    | 郡陽介    |           |                    | 00:58 |
| 3.        | 「スクランブル交差点」         |                    | ねじ式    |           |                    | 02:23 |
| 4.        | 「ロウ」                       |                    | ねじ式    |           |                    | 02:29 |
| 5.        | 「私は死んだ。犯人は誰？」     |                    | ねじ式    |           |                    | 01:50 |
| 6.        | 「スクランブル交差点：好奇心」 |                    | ねじ式    |           |                    | 02:26 |
| 7.        | 「調査」                       |                    | ねじ式    |           |                    | 01:48 |
| 8.        | 「スクランブル交差点：奔放」   |                    | ねじ式    |           |                    | 02:25 |
| 9.        | 「コメディ」                   |                    | ねじ式    |           |                    | 00:58 |
| 10.       | 「安堵の時」                   |                    | ねじ式    |           |                    | 02:39 |
| 11.       | 「儚い希望」                   |                    | ねじ式    |           |                    | 01:50 |
| 12.       | 「スクランブル交差点：傾慕」   |                    | ねじ式    |           |                    | 02:30 |
| 13.       | 「幼馴染」                     |                    | ねじ式    |           |                    | 01:36 |
| 14.       | 「疑心暗鬼」                   |                    | ねじ式    |           |                    | 02:08 |
| 15.       | 「迫りくる恐怖」               |                    | ねじ式    |           |                    | 02:19 |
| 16.       | 「スクランブル交差点：静寂」   |                    | ねじ式    |           |                    | 02:21 |
| 17.       | 「記憶の断片」                 |                    | ねじ式    |           |                    | 02:21 |
| 18.       | 「Karen」                      |                    | 郡陽介    |           |                    | 01:40 |
| 19.       | 「波紋」                       |                    | ねじ式    |           |                    | 01:41 |
| 20.       | 「夜明け」                     |                    | ねじ式    |           |                    | 01:57 |
| 21.       | 「REVE」                       | ウォルピスカーター | 郡陽介    |           | ウォルピスカーター | 04:20 |
| 合計時間: | 合計時間:                      | 合計時間:          | 合計時間: | 合計時間: | 合計時間:          | 46:42 |

## 開発

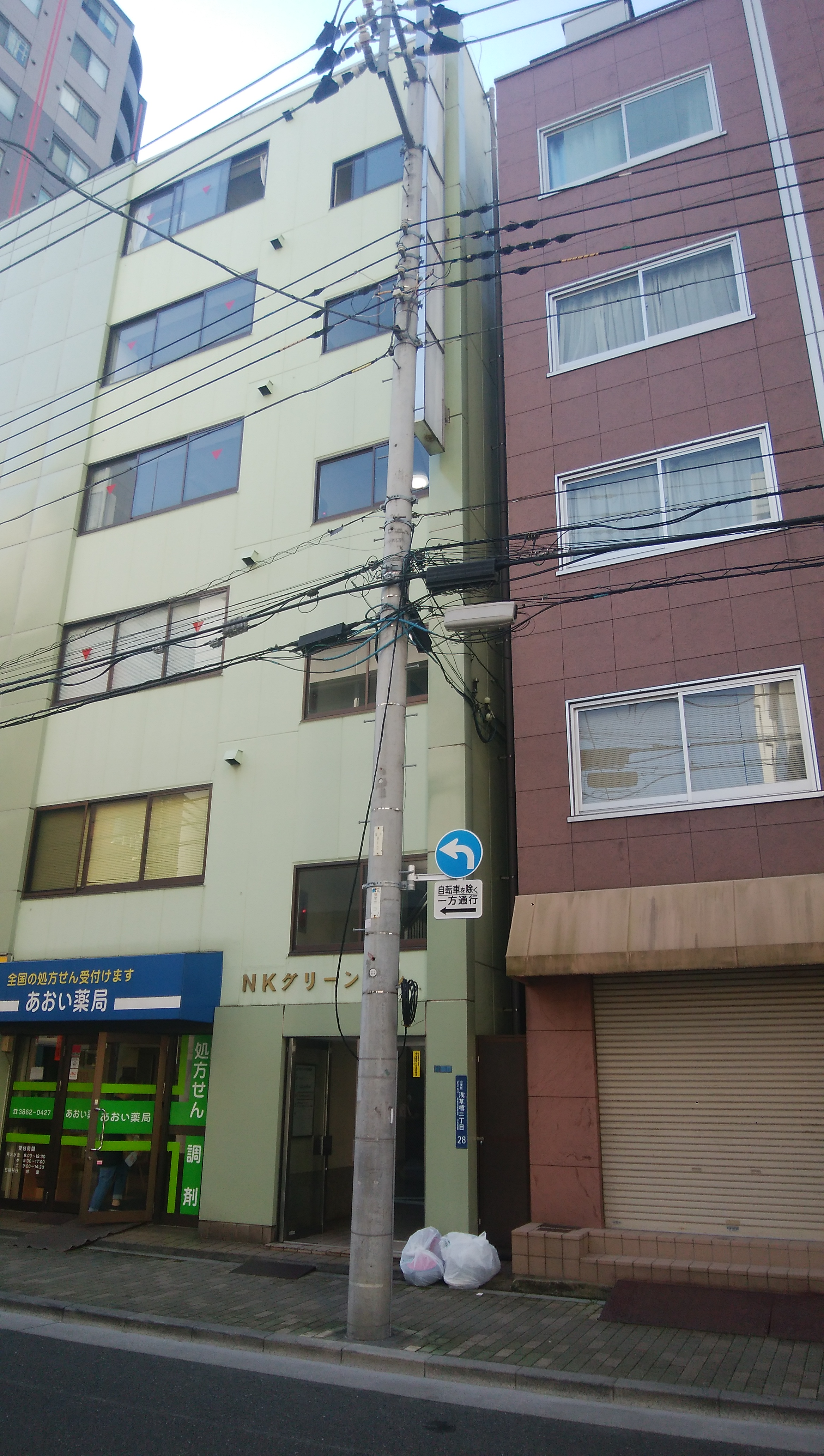
MyDearestの入っているNKグリーンビル（2021年10月）

本作は2016年に創業したMyDearestが初めて制作したVRゲームで、それまで同社ではVRを活用したオリジナルライトノベルや漫画を制作していた。MyDearestがVRゲームの開発をメインで行うのは、2014年に初めてMyDearestのCEOである岸上健人が遊んだ際に楽しいと感じたことを理由に挙げている。本格的な開発は2017年11月に開始された。
2019年7月25日に刊行された『ファミ通』で監督の柏倉晴樹はPS VR版の開発状況が97パーセントに達していると述べた。

### 企画
岸上は2020年のインタビューで、欧米にて制作されたVRゲームの主流は体感に重点を置いていたと述べている。企画当初、技術力や資金で欧米や北欧と競うのは得策ではないと考えた岸上は、アイデアで勝負することにした。その際プレイヤーに飽きさせないために、長編を作成することに決定した。制作にあたり、多くのVRゲームが目指す体験を重視した作風ではなく、プレイヤーが気軽に楽しめる鑑賞に特化した作品を作る方針を取った。その際、VRの特徴の一つである実在感を切り捨てて快適性とテンポを優先するといった方法で制作された。
2017年10月、VRゲームは発売した瞬間に多く売れる風潮はなかったことから、元々はマニアックなインディーズゲームを作る予定でいた。

### 資金調達
本作は開発費など一部資金調達のため、2018年7月10日から8月26日にかけて、CAMPFIREにてクラウドファンディングでの資金調達を行った。資金はクラウドファンディング開始から17時間で目標の250万円を達成した。プロジェクト終了時には800万円以上の調達に成功した。

### キャラクターデザイン
本作では写実的な描写のキャラクターを制作するには資源が足りないという判断から、アニメ調の色彩とキャラクターデザインを意識して制作された。その際プレイヤーの印象に残るように、目の描写が特徴的なイラストレーターであるLAMを起用した。ファンミーティングイベント「制作共犯者ミーティング Final」ではキャラクターデザインの特徴として「目力」と「分かりやすさ」に重点が置かれていると説明された。これはVRゲームでは通常のゲームよりキャラクターとプレイヤーの目線が近いため、印象に残りやすいようにするためのものとなっている。また、キャラクターの個性を色とシルエットで分かりやすく設定している。LAMはパッケージデザインも担当しており、Oculus版はミステリー調を意識して、PlayStation VR版は青春をテーマに制作された。

### シナリオ
本作のメインシナリオライターは、2014年に『「英雄」解体』で第25回「BOX-AiR新人賞」、「秘蹟商会」で第６回小学館ライトノベル大賞審査員賞を受賞した小山恭平が担当した。
小山は神谷才の前日譚となる小説『渋谷隔絶　東京クロノス』も担当した。小山が岸上から本作の担当を請け負った際に、岸上から本作をファングッズにせず、原作以上の質の作品として、単体で出来のいい小説に仕上げることを要求された。小山は執筆に際し、普遍性のあるミステリーを書くため、神話にギミックやミステリーやデスゲームの要素をつけ、戯曲を被せるという形を取った。小山は自身の物語全般で影響を受けた作品に講談社ノベルス、メフィスト、ファウストの作家陣をあげている。また作中登場する政治家一族に関しては森博嗣の四季シリーズの影響を受けたと語っている。

## 販売
2019年3月30日、バーチャルイベントサービスのclusterにて、リリース後初のイベントである「東京クロノス最速ネタバレありクリエイタートーク in VR」が開催された。2019年6月12日から7月8日にかけて、DNPプラザにて「東京クロノスカフェ」を開催した。
2020年4月1日、エイプリルフールの企画として、作中で作られたカレーを再現した二階堂華怜プロデュースカレーの発売を告知した。
2021年1月、FacebookはOculus Quest向けのアプリケーションのうち100万ドル以上の売り上げを達成したタイトルが60本に到達したことを発表し、本作はその1つに挙げられた。

## 評価
本作についてIGN Japanの渋谷宣亮はVRビジュアルノベルの中でも数少ない、キャラクターの動作より声を通じて物語を聞かせるタイプのものだと評している。ライターのJamie Felthamは本作に関してVRゲームでJRPGをやる必要性について考える上で、本作はそれに挑戦しているが、中途半端な結果に終わっていると述べている。

### 受賞
| \| 日付 \| 賞 \| 部門 \| 候補 \| 結果 \| 出典 \| \| -------------- \| --------------------------------- \| -------------------- \| ------------ \| ---------- \| ---- \| \| 2018年12月20日 \| CAMPFIRE AWARD 2018 \| エンタメ賞 \| 東京クロノス \| 受賞 \| [46] \| \| 2020年4月18日 \| ファミ通・電撃ゲームアワード 2019 \| ベストアドベンチャー \| 東京クロノス \| ノミネート \| [47] \| |                                   |                      |              |            |        |
| 日付 | 賞                                | 部門                 | 候補         | 結果       | 出典   |
| 2018年12月20日 | CAMPFIRE AWARD 2018               | エンタメ賞           | 東京クロノス | 受賞       | [ 46 ] |
| 2020年4月18日 | ファミ通・電撃ゲームアワード 2019 | ベストアドベンチャー | 東京クロノス | ノミネート | [ 47 ] |

## 関連書籍
- 小山恭平『8人の幼馴染 トーキョークロノス』MyDearest、2019年4月。ISBN 9784065164921。
- 小山恭平『渋谷隔絶 東京クロノス』講談社〈講談社タイガ〉、2019年7月。ISBN 9784065164921。

## 朗読劇
2024年3月30日・31日に『リーディングステージ「東京クロノス 渋谷隔絶」』が渋谷区文化総合センター大和田 伝承ホールにて公演された。ノベライズ『渋谷隔絶 東京クロノス』が原作。脚本・演出は山田英真。

### キャスト（朗読劇）
- 神谷才 - 海渡翼
- 雨白咲恵 - 市川美織
- 神谷衣緒 - 小林涼（30日）、廣瀬大介（31日）
- 神谷雹夏 - 奥野香耶（30日）、石川由依（31日）
- 神谷ジュリ - 小林愛香
- 神谷累 - 吉宮瑠織
- 雨白雪 - 和久井優
- 神谷無斗 - 土田卓
- 神谷宇斗 - 平野勲人
- 神谷昭吾、他 - 神田武